# Ellen Banda-Aaku
Ellen Banda-Aaku (sinh Ellen Banda, ngày 6 tháng 5 năm 1965) là một nhà văn người Zambia sinh ra ở Anh và lớn lên ở Châu Phi. bà được đào tạo tại Đại học Zambia, nơi bà có bằng Cử nhân Hành chính bàng. Bà cũng có bằng Thạc sĩ về Quản lý Tài chính với Chính sách Xã hội của Đại học Middlesex và bằng Thạc sĩ về Viết sáng tạo từ Đại học Cape Town.

## Nghề viết
Cuốn sách đầu tiên của Ellen Banda-Aaku, Tiếng nói nhỏ của Wandi, đã giành giải thưởng Nhà văn Macmillan cho Châu Phi năm 2004. Về tiêu đề, các thẩm phán tuyên bố rằng phong cách của tác giả tiết lộ một món quà hiếm hoi để tiết lộ sự thật và mâu thuẫn ở cốt lõi của các mối quan hệ của con người. Năm 2007, bà đã giành chiến thắng trong Cuộc thi Truyện ngắn Khối thịnh vượng chung cho câu chuyện "Chiếc hộp của Sozi". Cuốn tiểu thuyết đầu tiên của bà, chắp vá, đã giành giải thưởng Penguin năm 2010 cho văn bản châu Phi  và lọt vào danh sách rút gọn cho Giải thưởng Sách Khối thịnh vượng chung năm 2012. Chắp vá hiện đang được dịch sang tiếng Đức. Năm 2006, Banda-Aaku ngồi vào ban giám khảo cho Giải thưởng Nhà văn Macmillan dành cho Châu Phi. Năm 2012, bà được trao giải thưởng Chủ tịch Hội đồng Nghệ thuật Zambia vì thành tích xuất sắc trong văn học. Bà đã thực hiện các hội thảo viết sáng tạo ở Rwanda, Nam Phi, Uganda và Zambia.
Truyện ngắn của bà đã được xuất bản trong tuyển tập ở Úc, Nam Phi, Anh và Mỹ. Bà đã giành được một số giải thưởng cho văn bản của mình, bao gồm Giải thưởng Nhà văn Macmillan cho Châu Phi - Giải thưởng Nhà văn mới triển vọng nhất năm 2004, Cuộc thi Truyện ngắn Khối thịnh vượng chung năm 2007 và Giải thưởng Penguin cho Văn bản Châu Phi năm 2010. Bà cũng đã được đề cử cho Giải thưởng Sách Liên bang năm 2012.

## Tác phẩm đã xuất bản

### Truyện ngắn
- "Hộp của Sozi" (người chiến thắng trong Cuộc thi Truyện ngắn Khối thịnh vượng chung 2007). Được đăng trên Cousin Across the Sea, Phoenix Education, Australia. ISBN 978-1-921085-73-4
- "Mất tích", trong Cây Jambula và những câu chuyện khác, Giải thưởng Caine dành cho văn bản châu Phi, Bộ sưu tập thường niên lần thứ 8, Jacana Press, Nam Phi. ISBN 978-1-904456-73-5 Mã số   980-1-904456-73-5
- "Được làm từ Mukwa", trong Cuốn sách ngắn về truyện ngắn, Modjaji Press, Nam Phi. ISBN 978-1-920397-31-9 Mã số   980-1-920397-31-9
- "Ngomwa", trong Phụ nữ châu Phi viết kháng chiến: Tiếng nói đương đại, Nhà xuất bản Wisconsin, Hoa Kỳ. ISBN 978-0-299-23664-9 Mã số   980-0-299-23664-9

### Tiểu thuyết
- Chắp vá, Nhà xuất bản Penguin, Nam Phi, 2011. ISBN 978-0-14-352753-4 Mã số   980-0-14-352753-4.[3]
- Bà đệ nhất phu nhân, 2016. ISBN 9789982701167 Mã số   9809982701167, OCLC 1042084009 [4]

### Sách cho trẻ em
- Tiếng nói nhỏ của Wandi, Nhà xuất bản Giáo dục Macmillan, Vương quốc Anh, 2004. ISBN 978-1-4050-6040-0 Mã số   980-1-4050-6040-0
- Trân trọng Yogi, Nhà xuất bản giáo dục Đông Phi, Kenya, 2008. ISBN 978-9966-25-556-3 Mã số   976-9966-25-556-3
- Mười hai tháng, Nhà xuất bản Đại học Oxford, Kenya, 2010. ISBN 978-0-19-573609-0 Mã số   980-0-19-573609-0
- Lula & Lebo, Head and Shoulders, Puo Publishing, Nam Phi. ISBN 978-0-9814386-7-2 Mã số   980-0-9814386-7-2
- E là cho chất thải điện tử, Worldreader, xuất bản trực tuyến.
- Sula và Ja, Farafina Tuuti (Kachifo Limited) và Worldreader.